# Cattleya mesquitae
Cattleya mesquitae är en orkidéart som beskrevs av Lou Christian Menezes. Cattleya mesquitae ingår i släktet Cattleya och familjen orkidéer. Inga underarter finns listade i Catalogue of Life.

## Bildgalleri

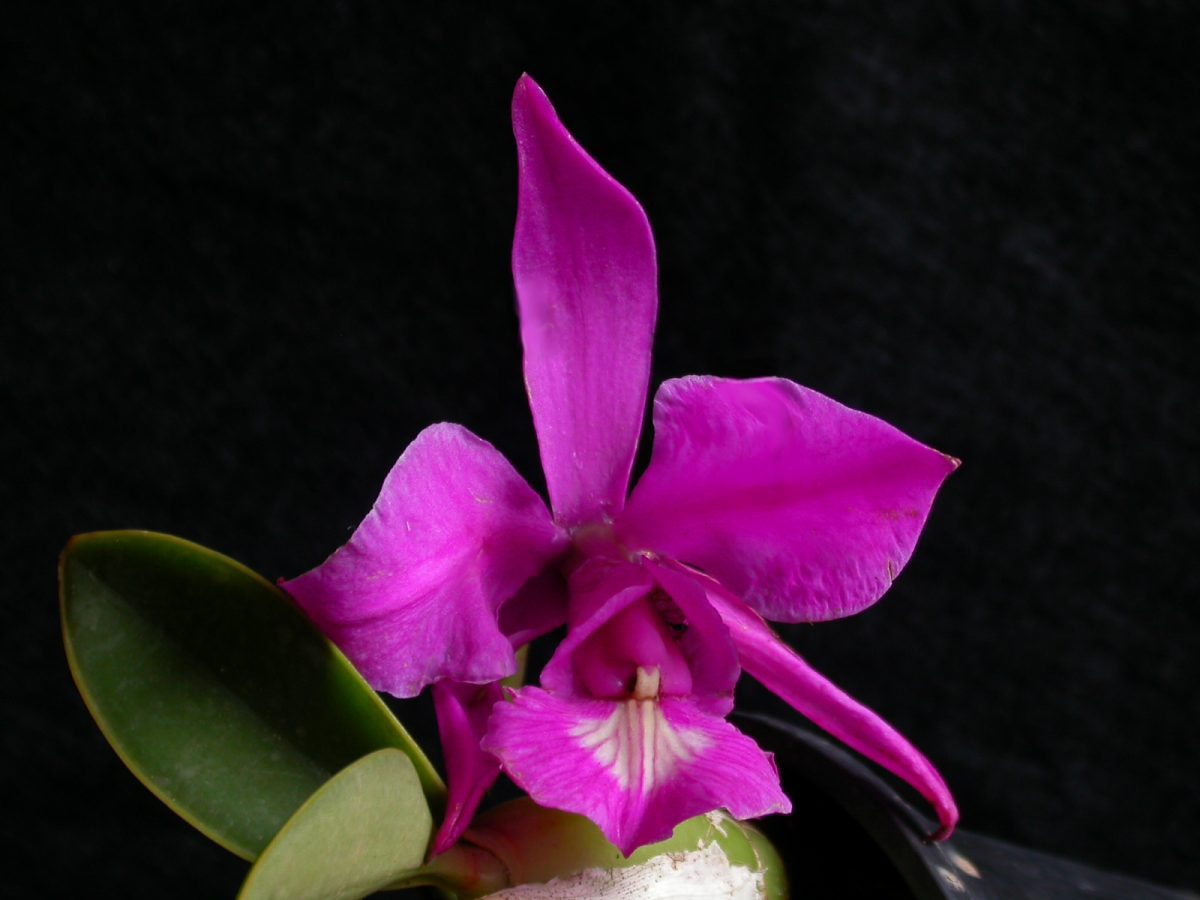